# Bomporto
Bomporto est une commune de la province de Modène en Émilie-Romagne (Italie).

## Administration
| Période                                  | Période  | Identité         | Étiquette               | Qualité |
| ---------------------------------------- | -------- | ---------------- | ----------------------- | ------- |
| 14 juin 2004                             | 2009     | Giuseppe Rovatti | Solidarietà e Progresso |         |
| 7 juin 2009                              | En cours | Alberto Borghi   |                         |         |
| Les données manquantes sont à compléter. |          |                  |                         |         |

### Hameaux
Gorghetto, San Michele, Solara, Sorbara, Villavara

### Communes limitrophes
Bastiglia, Camposanto, Medolla, Modène, Nonantola, Ravarino, San Prospero, Soliera

### Évolution démographique
Habitants recensés

### Habitants liés à la commune
C'est de cette ville que sont originaires la grande famille de footballeurs des Sentimenti.